# Oliszki (powiat de Mońki)
Pour les articles homonymes, voir Oliszki.
Oliszki est un village polonais du district administratif de Mońki, dans le powiat de Mońki, voïvodie de Podlachie, au Nord-Est du pays.